# La Sabotterie
La Sabotterie é uma comuna francesa na região administrativa de Grande Leste, no departamento das Ardenas. Estende-se por uma área de 3,64 km². Em 2010 a comuna tinha 116 habitantes (densidade: 31,9 hab./km²).